# Brouilla
Brouilla (in catalano Brullà)  è un comune francese di 1 044 abitanti situato nel dipartimento dei Pirenei Orientali nella regione dell'Occitania.

## Geografia fisica

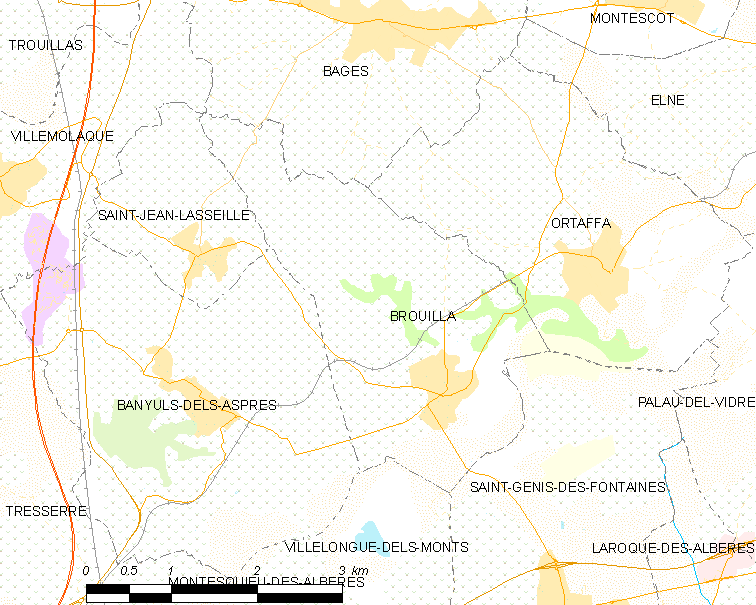
Situazione di Brouilla

## Società

### Evoluzione demografica
Abitanti censiti